# Моравска
Моравска е квартал на град Кресна, област Благоевград, Югозападна България, бивше село.

## География
Намира се в източното подножие на Малешевската планина, на десния бряг на Струма, на 3 километра западно от основната част на гр. Кресна.

## История
До 1946 година името на селото е Мораска.
В края на XIX век Мораска е малко българско село в Османската империя. В „Етнография на вилаетите Адрианопол, Монастир и Салоника“, издадена в Константинопол в 1878 година и отразяваща статистиката на населението от 1873 година, Мораска (Moraska) е посочено като село в Мелнишка каза с 48 домакинства и 70 жители мюсюлмани и 70 българи.
Към 1900 година според статистиката на Васил Кънчов („Македония. Етнография и статистика“) в Моравци, Петричка каза, живеят 200 българи-християни и 250 българи-мохамедани.
Селото е заличено през 1965 година.
Родени в Моравска
- Кочо Жинлято, доброволец в четата на Иван Атанасов – Инджето през Сръбско-българската война в 1885 година[4]
- Спас Бойчев, доброволец в четата на Иван Атанасов – Инджето през Сръбско-българската война в 1885 година[5]